# Liste de coureurs d'ultra-trail
Cette liste de coureurs d'ultra-trail recense certains des plus importants athlètes parmi ceux qui pratiquent l'ultra-trail, forme de course à pied relevant du trail pour ses sites de pratique et de l'ultrafond pour sa longueur supérieure à celle du marathon. Pour chaque entrée sont cités, quand ils sont connus, le sexe du sportif, sa date de naissance, son lieu de naissance et sa nationalité civile suivis de courtes listes désordonnées recensant ses différents domiciles, ses différents clubs et ses différents sponsors au cours de sa vie.

## Liste
| Coureur                      | Sexe     | Date de naissance | Lieu de naissance                  | Nationalité                   | Domicile(s)                                                                   | Club(s)                                                | Sponsor(s)                                     | Identifiant DUV | Photographie |
| ---------------------------- | -------- | ----------------- | ---------------------------------- | ----------------------------- | ----------------------------------------------------------------------------- | ------------------------------------------------------ | ---------------------------------------------- | --------------- | ------------ |
| Darcy Piceu Africa           | féminin  | 1975              |                                    | États-Unis                    | Boulder Bloomfield Hills                                                      |                                                        | Hoka One One SmartWool                         | 102901          |              |
| Lahcen Ahansal               | masculin | 1971-01-01        | Jbel Bani                          | Maroc                         | Amzrou Zagora                                                                 |                                                        | Compagnie marocaine de navigation              | 56233           |              |
| Carl Andersen                | masculin | 1960-09-02        |                                    | États-Unis                    | Californie                                                                    |                                                        |                                                | 115596          |              |
| Janice Anderson              | féminin  | 1966-04-26        |                                    | États-Unis                    | Marietta Huntsville                                                           | Atlanta Track Club                                     | Montrail Patagonia                             | 19493           |              |
| Beverley Anderson-Abbs       | féminin  | 1964-04-15        | Calgary                            | Canada                        | Sacramento Red Bluff Calgary Bowser                                           |                                                        | Sunsweet Growers                               | 24476           |              |
| Kirk Apt                     | masculin | 1962              |                                    | États-Unis                    | Fruita                                                                        |                                                        |                                                | 46998           |              |
| Bjorg Austrheim-Smith        | féminin  | 1943              |                                    | États-Unis                    |                                                                               |                                                        |                                                | 116116          |              |
| Uxue Fraile Azpeitia         | féminin  | 1974-04-19        |                                    | Espagne                       | Leranotz                                                                      |                                                        | Adidas Vibram                                  | 232552          |              |
| Elisabet Barnes              | féminin  | 1977              |                                    | Suède                         | Royaume-Uni Suède Essex                                                       | Leigh-on-Sea Striders                                  |                                                | 571064          |              |
| Annette Bednosky             | féminin  | 1966-11-27        |                                    | États-Unis                    | Jefferson                                                                     |                                                        | Montrail Mountain Hardwear Clif Bar Patagonia  | 47090           |              |
| Colette Borcard              | féminin  | 1964              |                                    | Suisse                        | Neirivue Gruyère                                                              | Club Sportif Neirivue                                  |                                                | 147372          |              |
| Rory Bosio                   | féminin  | 1984              | Californie                         | États-Unis                    | Truckee                                                                       |                                                        | The North Face                                 | 138493          |              |
| Dylan Bowman                 | masculin | 1986-03-24        |                                    | États-Unis                    | San Francisco Mill Valley                                                     |                                                        | The North Face                                 | 148734          |              |
| Jez Bragg                    | masculin | 1981-04-13        |                                    | Royaume-Uni                   | Blandford Forum Wimborne Minster                                              | Bournemouth Athletic Club                              | The North Face                                 | 27404           |              |
| Suzanne Brana                | féminin  | 1958-03-03        |                                    | États-Unis                    | San Diego                                                                     |                                                        |                                                | 68856           |              |
| Jeff Browning                | masculin | 1971-08           | Carrollton                         | États-Unis                    | Bend                                                                          |                                                        | Patagonia Altra                                | 15833           |              |
| Bridget Brunnick             | féminin  | 1968              |                                    | États-Unis                    | Bethesda Austin Springfield Lorton                                            |                                                        |                                                | 187354          |              |
| Kílian Jornet Burgada        | masculin | 1987-10-27        | Sabadell                           | Espagne                       | Les Houches Sabadell                                                          |                                                        | Salomon Santiveri                              | 71615           |              |
| Sandrine Béranger            | féminin  | 1974-02-12        |                                    | France                        | Herbeys                                                                       |                                                        | Raidlight                                      | 34413           |              |
| Camille Bruyas               | féminin  | 2 août 1992       |                                    | France                        | Saint-Denis-sur-Coise                                                         | Coquelicot 42                                          |                                                | 849241          |              |
| Courtney Campbell            | masculin | 1965              |                                    | États-Unis                    | Berryville                                                                    |                                                        |                                                | 30543           |              |
| Sage Canaday                 | masculin | 1985-11-14        | Oregon                             | États-Unis                    | Sheridan Boulder                                                              | Nedbank Running Club                                   | Hoka One One Julbo                             | 328959          |              |
| Francesca Canepa             | féminin  | 1971-09-14        | Courmayeur                         | Italie                        | Morgex                                                                        | Courmayeur Trailers                                    |                                                | 142620          |              |
| Mike Catlin                  | masculin | 1952              |                                    | États-Unis                    | Davis                                                                         |                                                        |                                                | 280797          |              |
| Sébastien Chaigneau          | masculin | 1972-02-23        | Châtellerault                      | France                        | Veyrier-du-Lac                                                                | Draguignan Union Club Athlétisme                       | The North Face                                 | 80325           |              |
| Thierry Chambry              | masculin | 1968-09-08        |                                    | France                        | Saint-Denis La Réunion                                                        | Déniv                                                  | Quechua Decathlon Chevillard                   | 82278           |              |
| Caroline Chaverot            | féminin  | 1976-10-16        | Genève                             | Suisse France                 | Rhône-Alpes                                                                   | Club Athlétique du Bassin Bellegardien                 | Hoka One One                                   | 351728          |              |
| Julien Chorier               | masculin | 1980-10-16        |                                    | France                        | Saint-Thibaud-de-Couz                                                         | Entente Athlétique de Chambéry                         |                                                | 73115           |              |
| Pui-Yan Chow                 | féminin  | 1977              |                                    | République populaire de Chine |                                                                               |                                                        | The North Face                                 | 398403          |              |
| Mary Churchill               | féminin  | 1975              |                                    | États-Unis                    | Morrisville Sausalito Greenbrae Novato Larkspur San Rafael Middletown Londres |                                                        |                                                | 74406           |              |
| Nicholas Clark               | masculin | 1974              |                                    | Royaume-Uni                   | Fort Collins                                                                  |                                                        | Altra                                          | 69343           |              |
| Erik Clavery                 | masculin | 1980-06-07        | Coutances                          | France                        | Pays du Vignoble nantais Nantes La Palmyre                                    | Endurance 72                                           |                                                | 65835           |              |
| Eric Clifton                 | masculin | 1958-11-06        | Albuquerque                        | États-Unis                    | Winchester                                                                    |                                                        |                                                | 27328           |              |
| Sylvain Court                | masculin | 1983-10-21        |                                    | France                        | Aquitaine                                                                     | Bouliac Sports Plaisirs                                |                                                | 158977          |              |
| Sean Crom                    | masculin | 1956-03-02        |                                    | États-Unis                    | Reno                                                                          |                                                        |                                                | 96904           |              |
| Devon Crosby-Helms           | féminin  | 1982-06-23        |                                    | États-Unis                    | San Anselmo San Francisco Seattle Sausalito                                   | Nedbank Running Club                                   | Hoka One One Julbo                             | 22484 390314    |              |
| Kathleen Cusick              | féminin  | 1975-03-29        |                                    | États-Unis                    | Indian Harbour Beach                                                          |                                                        |                                                | 68171           |              |
| François D'Haene             | masculin | 1985-12-24        | Lille                              | France                        | Saint-Julien                                                                  | Entente Athlétique de Chambéry                         | Salomon                                        | 34409           |              |
| Kathy D'Onofrio-Wood         | féminin  | 1964-07-20        |                                    | États-Unis                    | Truckee                                                                       |                                                        |                                                | 27314           |              |
| Vincent Delebarre            | masculin | 1968-01-13        |                                    | France                        | Chamonix-Mont-Blanc                                                           |                                                        |                                                | 6868            |              |
| Paul DeWitt                  | masculin | 1968              |                                    | États-Unis                    | Palmer Lake Cary                                                              |                                                        |                                                | 34715           |              |
| Céline Dodin                 | féminin  | 1979-02-26        | Remiremont                         | France                        | Aubagne                                                                       |                                                        |                                                | 398970          |              |
| Sally Edwards                | féminin  | 1947-09-10        | Pensacola                          | États-Unis                    | Sacramento Seattle                                                            |                                                        |                                                | 280844          |              |
| Corinne Favre                | féminin  | 1970-12-15        | Chambéry                           | France                        | Chapareillan                                                                  |                                                        |                                                | 133508          |              |
| Amandine Ferrato             | féminin  | 21 mai 1981       | Montélimar                         | France                        |                                                                               |                                                        |                                                | 869793          |              |
| Diana Finkel                 | féminin  | 1971              |                                    | États-Unis                    | South Fork                                                                    |                                                        |                                                | 46982           |              |
| Emelie Forsberg              | féminin  | 1986-12-11        |                                    | Suède                         | Chamonix-Mont-Blanc Tromsø                                                    |                                                        | Salomon                                        | 348335          |              |
| Anna Frost                   | féminin  | 1981-11-01        |                                    | Nouvelle-Zélande              | Dunedin                                                                       |                                                        | Salomon                                        | 168964          |              |
| Tracy Garneau                | féminin  | 1969              |                                    | Canada                        | Jasper Vernon                                                                 |                                                        | The North Face                                 | 42333           |              |
| Thibaut Garrivier            | masculin | 1990-09-06        | Avranches                          | France                        | Gap Annecy                                                                    | Hoka                                                   | Hoka Coros Leki Compressport                   | 154454          |              |
| Emmanuel Gault               | masculin | 1976-11-28        |                                    | France                        | Centre-Val de Loire                                                           |                                                        | ASICS                                          | 65316           |              |
| Theresa Gerber               | féminin  | 1949              |                                    | États-Unis                    | Encino Yuma                                                                   |                                                        |                                                | 280218 358223   |              |
| Christine Gibbons            | féminin  | 1961-10-07        |                                    | États-Unis                    | Hackensack                                                                    |                                                        |                                                | 117691          |              |
| Stuart Gibson                | masculin | 1977-01-13        | Glasgow                            | Royaume-Uni Australie         | Hobart Melbourne                                                              |                                                        |                                                | 107646          |              |
| Maud Gobert                  | féminin  | 1977-04-25        |                                    | France                        |                                                                               | Athlé Saint-Julien 74 Union Athlétique de Maurienne    | Weleda Julbo Petzl Adidas Valloire             | 193820          |              |
| Kimberly Goosen              | féminin  | 1972-08           |                                    | États-Unis                    | Maumelle Little Rock                                                          |                                                        |                                                | 112004 117179   |              |
| Ellie Greenwood              | féminin  | 1979-03-14        | Dundee                             | Royaume-Uni                   | North Vancouver                                                               | Nedbank Running Club                                   | Montrail Salomon                               | 67766           |              |
| Landie Greyling              | féminin  | 1984-01-11        |                                    | Afrique du Sud                | Stellenbosch                                                                  |                                                        |                                                | 388774          |              |
| Gediminas Grinius            | masculin | 1979-07-25        |                                    | Lituanie                      | Ukmergė                                                                       |                                                        | Inov-8                                         | 60675           |              |
| Antoine Guillon              | masculin | 1970-06-16        | Yvelines                           | France                        | Roujan Vailhan                                                                | Taill'Aventure                                         | La Sportiva Lafuma Hoka One One                | 31152           |              |
| Lizzy Hawker                 | féminin  | 1976-03-10        | Londres                            | Royaume-Uni                   | Upminster Scuol                                                               | Road Runners Club                                      | The North Face                                 | 6841            |              |
| Jennifer Henderson           | féminin  | 1958              |                                    | États-Unis                    | Barstow                                                                       |                                                        |                                                | 37034           |              |
| Didrik Hermansen             | masculin | 1980-03-24        |                                    | Norvège                       | Oslo                                                                          | SK Vidar                                               | ASICS                                          | 159376          |              |
| Karine Herry                 | féminin  | 1968-01-02        | Lanmeur                            | France                        | Les Estables Oise                                                             | Athlé Saint-Julien 74                                  | Lafuma                                         | 4914            |              |
| Ben Hian                     | masculin | 1969              |                                    | États-Unis                    | Carlsbad                                                                      |                                                        |                                                | 48285           |              |
| Michael Randall Hickman      | masculin | 1953-11-10        | Oakland                            | États-Unis                    | Boulder                                                                       |                                                        |                                                | 113743          |              |
| Joe Hildebrand               | masculin | 1956              |                                    | États-Unis                    | Urbana                                                                        |                                                        |                                                | 90866           |              |
| David Horton                 | masculin | 1949              |                                    | États-Unis                    | Lynchburg                                                                     |                                                        |                                                | 78737           |              |
| Elizabeth Howard             | féminin  | 1972              |                                    | États-Unis                    | San Antonio                                                                   |                                                        | New Balance                                    | 47866 182651    |              |
| Jim Howard                   | masculin | 1954              |                                    | États-Unis                    | Applegate                                                                     |                                                        |                                                | 68468           |              |
| Stephanie Howe               | féminin  | 1983              |                                    | États-Unis                    | Bend                                                                          |                                                        | The North Face                                 | 237028          |              |
| Jarosław Janicki             | masculin | 1966-07-06        |                                    | Pologne                       | Gryfino                                                                       |                                                        |                                                | 5210            |              |
| Christophe Jaquerod          | masculin | 1966-02-18        |                                    | Suisse                        | Aigle                                                                         |                                                        | Lafuma                                         | 31147           |              |
| Urs Jenzer                   | masculin | 1970              |                                    | Suisse                        | Frutigen                                                                      | TV Frutigen                                            |                                                | 5783            |              |
| Jo Johansen                  | féminin  | 1979-09-18        |                                    | Nouvelle-Zélande              | Waikanae Wellington                                                           |                                                        |                                                | 509570          |              |
| Thomas Johnson               | masculin | 1959-05-15        |                                    | États-Unis                    | Loomis                                                                        |                                                        |                                                | 87582           |              |
| Sue Johnston                 | féminin  | 1965              |                                    | États-Unis                    | Oxnard                                                                        |                                                        |                                                | 64954           |              |
| Chuck Jones                  | masculin | 1959              |                                    | États-Unis                    | Grass Valley                                                                  |                                                        |                                                | 67089           |              |
| Scott Jurek                  | masculin | 1973-10-26        | Duluth                             | États-Unis                    | Seattle                                                                       |                                                        |                                                | 10090           |              |
| Betsy Kalmeyer               | féminin  | 1961              |                                    | États-Unis                    | Leadville                                                                     |                                                        |                                                | 46985           |              |
| Dean Karnazes                | masculin | 1962-08-23        | Inglewood                          | États-Unis                    | Ross                                                                          |                                                        | The North Face                                 | 5509            |              |
| Iker Karrera                 | masculin | 1974-09-18        | Amezketa                           | Espagne                       | Tolosa Amezketa                                                               |                                                        | Salomon Santiveri                              | 129828          |              |
| Simone Kayser                | féminin  | 1955-08-31        | Luxembourg                         | Luxembourg                    | Heisdorf                                                                      |                                                        |                                                | 17698           |              |
| Nikki Kimball                | féminin  | 1971-05-23        | Chittenden                         | États-Unis                    | Bozeman parc Adirondack                                                       |                                                        | Hoka One One                                   | 9673            |              |
| Jim King                     | masculin | 1957              |                                    | États-Unis                    | Californie                                                                    |                                                        |                                                | 280170          |              |
| Laurence Klein               | féminin  | 1969-01-22        | Grenoble                           | France                        | Grenoble Ville-en-Tardenois                                                   |                                                        | Adidas                                         | 120263          |              |
| Hal Koerner                  | masculin | 1976-01-23        | Ashland                            | États-Unis                    | Parker Ashland                                                                |                                                        | The North Face                                 | 20535           |              |
| Rob Krar                     | masculin | 1976-12-30        | Hamilton                           | Canada                        | Flagstaff                                                                     |                                                        | The North Face                                 | 367621          |              |
| Anton Krupicka               | masculin | 1983-08-08        | Nebraska                           | États-Unis                    | Boulder                                                                       |                                                        |                                                | 76464           |              |
| Joseph Kulak                 | masculin | 1967-11-12        |                                    | États-Unis                    | Oreland                                                                       |                                                        |                                                | 47181           |              |
| Anne Langstaff               | féminin  | 1961-07-09        |                                    | États-Unis                    | Alpine El Cajon San Diego Fairport                                            |                                                        |                                                | 29804           |              |
| Jason Lantz                  | masculin | 1981              |                                    | États-Unis                    | Lancaster                                                                     |                                                        |                                                | 63670           |              |
| Émilie Lecomte               | féminin  | 1979-07-02        |                                    | France                        | Thorens-Glières                                                               | Esprit Raid                                            | Quechua                                        | 98230           |              |
| Bethany Lewis                | féminin  | 1978              |                                    | États-Unis                    | Salt Lake City                                                                |                                                        |                                                | 199728          |              |
| Tina Lewis                   | féminin  | 1973              |                                    | États-Unis                    | Boulder                                                                       |                                                        | Salomon                                        | 138797          |              |
| Magdalena Lewy-Boulet        | féminin  | 1973-08-08        | Jastrzębie Zdrój                   | Pologne États-Unis            | Oakland                                                                       | Bay Area Track Club                                    | Hoka One One Saucony Oakley                    | 481640          |              |
| Dong Li                      | féminin  | 1989              |                                    | République populaire de Chine |                                                                               |                                                        | Salomon                                        | 617967          |              |
| Ricky Lightfoot              | masculin | 1985-03-31        |                                    | Royaume-Uni                   | Maryport                                                                      | Ellenborough                                           | Salomon Petzl                                  | 294374          |              |
| Thomas Lorblanchet           | masculin | 1980-05-26        | Clermont-Ferrand                   | France                        | Clermont-Ferrand                                                              |                                                        | Salomon                                        | 73105           |              |
| Fernanda Maciel              | féminin  | 1980-01-24        | Belo Horizonte                     | Brésil                        | Coll de Nargó                                                                 |                                                        | The North Face Red Bull                        | 148571          |              |
| Alexandre de Gouyon Matignon | masculin | 1957-03-22        | Paris                              | France                        | Paris                                                                         |                                                        |                                                | 15231           |              |
| Nathalie Mauclair            | féminin  | 1970-05-09        |                                    | France                        | Champagne Le Mans                                                             | Endurance 72                                           | Lafuma                                         | 239803          |              |
| Nate McDowell                | masculin | 1971-12-26        | Seattle                            | États-Unis                    | Los Alamos Péninsule Olympique                                                |                                                        |                                                | 40769           |              |
| Karl Meltzer                 | masculin | 1967-12-08        |                                    | États-Unis                    | Sandy                                                                         |                                                        | Red Bull Hoka One One                          | 46590           |              |
| Krissy Moehl                 | féminin  | 1977-10-28        | Bow                                | États-Unis                    | Boulder                                                                       |                                                        | Patagonia                                      | 15825           |              |
| Cecilia Mora                 | féminin  | 1966-11-22        |                                    | Italie                        |                                                                               | Valetudo Skyrunning Italia                             |                                                | 64351           |              |
| Rachid El Morabity           | masculin | 1982              | Zagora                             | Maroc                         |                                                                               |                                                        | Travaux Généraux de Construction de Casablanca | 188604          |              |
| Michael Morton               | masculin | 1971-10-20        | Trenton                            | États-Unis                    | Lithia                                                                        |                                                        |                                                | 95282           |              |
| Abdelkader El Mouaziz        | masculin | 1969-01-01        | Settat                             | Maroc                         |                                                                               | Club Atletismo Maracena                                |                                                | 513928          |              |
| Ruby Muir                    | féminin  | 1991-07-01        |                                    | Nouvelle-Zélande              | Napier                                                                        |                                                        |                                                | 368030          |              |
| Didier Mussard               | masculin | 1978-06-21        | Saint-Philippe                     | France                        | La Réunion                                                                    |                                                        |                                                | 82078           |              |
| Tom Nielsen                  | masculin | 1959              |                                    | États-Unis                    | Laguna Niguel                                                                 |                                                        |                                                | 24470           |              |
| Betsy Nye                    | féminin  | 1964-09           |                                    | États-Unis                    | Truckee Seattle                                                               |                                                        |                                                | 24516           |              |
| Jim O'Brien                  | masculin | 1953              |                                    | États-Unis                    | Californie                                                                    |                                                        |                                                | 220951          |              |
| Marco Olmo                   | masculin | 1948-10-08        | Alba                               | Italie                        | Robilante                                                                     |                                                        |                                                | 31143           |              |
| Timothy Olson                | masculin | 1983-08-23        | Amherst                            | États-Unis                    | Ashland                                                                       |                                                        | The North Face                                 | 145114          |              |
| Anita Ortiz                  | féminin  | 1964-06-09        |                                    | États-Unis                    | Vail Eagle                                                                    |                                                        | Teva Sport Sandals                             | 62091           |              |
| Jorge Pacheco                | masculin | 1967              |                                    | Mexique                       | Los Angeles                                                                   |                                                        |                                                | 29789           |              |
| Pascal Parny                 | masculin | 1969              |                                    | France                        | La Réunion                                                                    |                                                        |                                                | 291113          |              |
| Núria Picas                  | féminin  | 1976-11-02        | Manresa                            | Espagne                       | Berga                                                                         |                                                        | Buff Salomon Suunto                            | 238180          |              |
| Angélique Plaire             | féminin  | 26 juin 1989      | Nouméa                             | France                        | Nouméa                                                                        |                                                        |                                                | 295846          |              |
| Brian Purcell                | masculin | 1956-06-06        |                                    | États-Unis                    | Sebastopol                                                                    |                                                        |                                                | 14092           |              |
| Marcelle Puy                 | féminin  | 1970-04-03        | La Possession                      | France                        | La Réunion                                                                    | Club d'Athlétisme de la Possession                     | Prudence Créole                                | 161876          |              |
| Manikala Rai                 | féminin  | 1988-11-27        | Takasindu                          | Népal                         | Douvaine                                                                      |                                                        | Hoka One One                                   | 202026          |              |
| Pam Reed                     | féminin  | 1961-02-27        |                                    | États-Unis                    | Tucson Jackson                                                                |                                                        |                                                | 5398            |              |
| Chad Ricklefs                | masculin | 1967-06-12        |                                    | États-Unis                    | Boulder                                                                       |                                                        |                                                | 6911            |              |
| Adeline Roche                | féminin  | 1984-07-16        | Roanne                             | France                        | Roanne                                                                        |                                                        |                                                | 854547          |              |
| Geoff Roes                   | masculin | 1976-04-14        | Centre de l'État de New York       | États-Unis                    | Juneau Boulder Cleveland                                                      |                                                        |                                                | 37141           |              |
| Brian Rusiecki               | masculin | 1978-10-17        |                                    | États-Unis                    | South Deerfield                                                               |                                                        | Patagonia                                      | 63663           |              |
| Norimi Sakurai               | féminin  | 1971-04-20        |                                    | Japon                         | préfecture de Tokyo                                                           |                                                        |                                                | 30218           |              |
| Ryan Sandes                  | masculin | 1982-03-10        | Le Cap                             | Afrique du Sud                | Le Cap                                                                        |                                                        | Salomon Velocity Sports Lab                    | 75151           |              |
| Anthea Schmid                | féminin  | 1972              |                                    | États-Unis                    | Crested Butte Rutland Shelburne Tucson Phillips                               |                                                        |                                                | 9678            |              |
| Kami Semick                  | féminin  | 1966-07-06        | Californie du Sud                  | États-Unis                    | Bend Alabama Atlanta San Francisco                                            |                                                        | The North Face                                 | 12035           |              |
| Ian Sharman                  | masculin | 1980-08-30        |                                    | Royaume-Uni                   | Walnut Creek San José Bend                                                    | Serpentine Running Club Kearsney Striders Running Club | Altra Julbo                                    | 5114            |              |
| Jenn Shelton                 | féminin  | 1983              |                                    | États-Unis                    | Ashland Durango                                                               |                                                        | Patagonia                                      | 31673           |              |
| Dawa Dachhiri Sherpa         | masculin | 1969-11-03        | Taksindu                           | Népal                         | Chêne-Bourg                                                                   |                                                        |                                                | 31146           |              |
| Sangé Sherpa                 | masculin | 1981-07-09        | Taplejung                          | Népal                         | Besançon                                                                      |                                                        | Endurance Shop                                 | 136432          |              |
| Kyle Skaggs                  | masculin | 1985              | Glenwood                           | États-Unis                    | Los Alamos Glenwood                                                           |                                                        |                                                | 46979           |              |
| Andrew Skurka                | masculin | 1981              |                                    | États-Unis                    | Boulder                                                                       |                                                        |                                                | 47281           |              |
| Lisa Smith                   | féminin  | 1960-09-16        | Vicksburg                          | États-Unis                    | Bernardsville Driggs                                                          |                                                        | The North Face Clif Bar Petzl SmartWool        | 55756           |              |
| Pam Smith                    | féminin  | 1974-09-22        |                                    | États-Unis                    | Salem                                                                         |                                                        |                                                | 80009           |              |
| Richard Spady                | masculin | 1952-03-13        |                                    | États-Unis                    | Montana                                                                       |                                                        |                                                | 79078           |              |
| Sébastien Spehler            | masculin | 1988-04-14        | Colmar                             | France                        | Alsace                                                                        | Pays de Colmar Athlétisme                              | Adidas                                         | 295682          |              |
| Martha Swatt-Robison         | féminin  | 1962              |                                    | États-Unis                    | Sheridan                                                                      |                                                        |                                                | 113790          |              |
| Andy Symonds                 | masculin | 1981-04-28        | Manchester                         | Royaume-Uni                   | Fife Provence                                                                 |                                                        | Salomon                                        | 152933          |              |
| Tirtha Bahadur Tamang        | masculin | 1987              |                                    | Népal                         |                                                                               |                                                        |                                                | 373801          |              |
| Xavier Thévenard             | masculin | 1988-03-06        | Nantua                             | France                        | Les Plans d'Hotonnes Jougne                                                   | Ski Club Bellegarde                                    | ASICS                                          | 136423          |              |
| Freddy Thévenin              | masculin | 1977-06-03        |                                    | France                        | La Plaine-des-Palmistes                                                       |                                                        | Prudence Créole                                | 169955          |              |
| Ann Trason                   | féminin  | 1960-08-30        |                                    | États-Unis                    | Kensington                                                                    |                                                        |                                                | 68591           |              |
| Aurélia Truel                | féminin  | 1975-04-04        | Paris                              | France                        | Ivry-sur-Seine                                                                | SC Choisy-le-Roi                                       |                                                | 129921          |              |
| Tim Twietmeyer               | masculin | 1958-11-30        | région de la baie de San Francisco | États-Unis                    | Auburn                                                                        |                                                        | The North Face                                 | 68397           |              |
| Laura Vaughan                | féminin  | 1965              |                                    | États-Unis                    | Tahoe City                                                                    |                                                        |                                                | 82939           |              |
| Michael Wardian              | masculin | 1974-04-12        | Morgantown                         | États-Unis                    | comté d'Arlington McLean                                                      |                                                        | Hoka One One Julbo Petzl Suunto                | 35816           |              |
| Long-Fei Yan                 | masculin | 1988-10-01        |                                    | République populaire de Chine |                                                                               |                                                        | Salomon Red Bull                               | 561267          |              |
| Philippe Richet              | masculin | 1968-09-17        |                                    | France                        |                                                                               |                                                        |                                                | 363350          |              |